# Paribas
Paribas S.A., voluit Banque de Paris et des Pays-Bas of Bank van Parijs en de Nederlanden was een Franse investeringsbank die in 1872 ontstond en in 2000 opging in BNP Paribas.

## Voorgeschiedenis
In de jaren 1820 richtte Louis-Raphaël Bischoffsheim een bank op in Amsterdam. Nadien breidde de familie Bischoffsheim de bank uit met filialen in Antwerpen (1827), Brussel (1836), Parijs (1846) en Londen (1860). In 1863 werden alle filialen samengevoegd tot de Banque de Crédit et de Dépôt des Pays-Bas.
Los van deze ontwikkelingen richtte een internationale groep bankiers en investeerders, waaronder Adrien Delahante, Edmond Joubert, Henri Cernuschi, Eugène Goüin (uit Tours), Adolphe-Ernest Fould , E. et A. Schnapper Stern (uit Parijs), Brugmann (uit Brussel), Tietgen (uit Kopenhagen), de Banque de Paris op in 1869.

## Ontstaan van Paribas
De twee banken fuseerden op 27 januari 1872, zodat de  Banque de Paris et des Pays-Bas ontstond. Het hoofdkwartier werd gevestigd in Frankrijk, al bleven de Nederlandse en Belgische (Brussel) filialen een belangrijke rol spelen. De afgekorte naam 'Paribas' kwam pas in gebruik in de jaren 60 van de twintigste eeuw.

## 20e eeuw
Door zijn profiel als zakenbank ontsnapte de bank in 1945 aan een nationalisatie, maar in 1982 werd de bank alsnog genationaliseerd door de regering van Pierre Mauroy onder president François Mitterrand. De bank werd opnieuw geprivatiseerd in januari 1987.

## Einde
In 1999 wilde de Franse Société Générale Paribas overnemen. De Banque Nationale de Paris (BNP) was echter ook geïnteresseerd, waardoor de SocGen en BNP tegen elkaar gingen opbieden. Hierbij wilde BNP ook de Société Générale zelf overnemen. Uiteindelijk won BNP de strijd om Paribas, al slaagde BNP er niet in om ook de Société Générale over te nemen. De fusie tussen BNP en Paribas vond één jaar later plaats, op 22 mei 2000.